# Carnet de plongée
Pour plus de détails, voir Fiche technique et Distribution.
Carnet de plongée est un film documentaire français coréalisé par Jacques-Yves Cousteau et Marcel Ichac en 1948 et présenté au Festival de Cannes en 1951.

## Fiche technique
- Titre : Carnet de plongée
- Réalisation : Jacques-Yves Cousteau, Marcel Ichac
- Pays d'origine : France
- Format :
- Genre : Film documentaire
- Durée :